# Teshome Diressa
Teshome Diressa (ur. 25 kwietnia 1994) – etiopski lekkoatleta specjalizujący się w biegu na 1500 metrów.
W 2011 został mistrzem świata juniorów młodszych. 
Rekord życiowy: 3:34,55 (11 czerwca 2012, Praga).

## Osiągnięcia
| Rok  | Impreza                               | Miejsce   | Pozycja    | Wynik   |
| ---- | ------------------------------------- | --------- | ---------- | ------- |
| 2011 | Mistrzostwa świata juniorów młodszych | Lille     | 1. miejsce | 3:39,13 |
| 2012 | Mistrzostwa świata juniorów           | Barcelona | 9. miejsce | 3:44,54 |